# Luta Armada Revolucionária
Luta Armada Revolucionária (LAR) foi a primeira organização armada explicitamente independentista galega no século XX, tida por terrorista pelo Estado espanhol. Desenvolveu a sua actividade entre os anos 1978 e 1980.

## Inícios
Ligada inicialmente ao Partido Galego do Proletariado (PGP) e a seguir à Galiza Ceive (OLN), realizou a sua primeira açcão armada a 28 de Julho de 1978, quando queimou vários camiões Santiago de Compostela. Pouco depois, tentou assaltar, sem conseguir, um paiol em Noia, além de outras actuações ilegais como o roubo de uma sucursal da Caixa de Aforros de Ourense, atribuída a Antom Árias Curto, ou a colocação de explosivos nas obras das Auto-estradas do Atlântico a 17 de Setembro de 1979.

### Queda
Em Setembro de 1980, um operativo policial consegue liquidar a organização, detendo 16 pessoas sob acusação de "constituírem um grupo armado que persegue a independência da Galiza". Os detidos são: Xosé Cid Cabido, Antom Árias Curto, José Luís Nieto Pereira, Francisco José Atanes Gomes, Xosé Luís Méndez Ferrín, Arturo Esteves Rodrigues, Antom Bértolo Lousada, Modesto Romám Gonçalves, Manuel Pousada Covelo, José Luís Vilaverde Varela, Xosé Patricio Recamám, Luciano Prego Sam Jurjo, Edelmiro Domingues, Fernando Eiras Fernandes, Luís Calvar Puga e Alberte Lama Couso.
Os militantes livres refugiam-se em Portugal, enquanto os detidos sofrem a aplicação da Lei Antiterrorista espanhola em vigor: 10 dias incomunicados, após os quais denunciam terem sido alvo de torturas.
Depois disso, Manuel Pousada Covelo e José Luís Vila Verde Varela ficam livres. O resto são conduzidos para prisões na Galiza, até serem posteriormente vítimas da política de dispersão de presos aplicada pelo sistema jurídico espanhol. Vão primeiro para Madrid e depois para Segóvia.

### Da solidariedade à liberdade: fim da 1ª experiência armada independentista na Galiza
A actuação repressiva governamental faz com que sejam fundadas as chamadas Xuntas Galegas pola Amnistia, organização anti-repressiva e de apoio aos presos políticos independentistas. No anos a seguir, 1981, verificam-se várias saídas de prisão de pessoas acusadas de ter relações com a LAR. Ficam presos seis (Nieto Pereira, Xosé Cid Cabido, Antóm Árias Curto, Edelmiro Domingues, Francisco Atanes e Arturo Esteves. O julgamento contra a LAR decorre em Abril 1982, na Audiência Nacional espanhola, organismo judicial de excepção para delitos de terrorismo e narcotráfico, em Madrid, e conclui com a firme condena de Recamám, Atanes Gomes, Nieto Pereira, Xosé Cid Cabido e António Árias Curto.
Em 1983, o governo do PSOE indulta os três últimos presos independentistas galegos desse período histórico, a pedido deles, produzindo-se em 1984 a dissolução formal da Luta Armada Revolucionária, que passará à história como precedente de uma experiência armada posterior de maior dimensão: a do Exército Guerrilheiro do Povo Galego Ceive.